# Pythokles-Maler
Der Pythokles-Maler war ein griechischer Vasenmaler, der im letzten Drittel des 6. Jahrhunderts v. Chr. in Athen tätig war.
Der Pythokles-Maler ist ein früher Vertreter der rotfigurigen Vasenmalerei. John D. Beazley hat den individuellen Stil des Kunsthandwerkers unter den zehntausenden erhaltenen Vasen und Scherben des rotfigurigen attischen Stils erkannt und seine Werke zusammengefasst. Beazley hat den Pythokles-Maler zögerlich der „Pioniergruppe“ des rotfigurigen Stils zugeschrieben, war sich dabei aber nicht sicher, ob diese Zuweisung wirklich passt, oder ob er zu den spätarchaischen Malern größerer Vasen gehört. Zwei Amphoren schrieb Beazley sicher dem Pythokles-Maler zu, bei zwei weiteren Vasen war er sich nicht sicher. Zudem wurde ihm später eine fünfte Vase, eine Trinkschale auf dem Kunstmarkt und eine sechste, vom Töpfer Euthymides signierte Oinochoe im Metropolitan Museum of Art, zugeschrieben. Seinen Notnamen erhielt er von einer Beischrift, dem Lieblingsnamen Pythokles auf einer der Amphoren im Archäologischen Nationalmuseum in Athen.
Werkliste
Die beiden ersten Vasen hat Beazley als das zentrale, sichere Werk des Malers erkannt, die beiden folgenden Vasen als unsicher, an diesen erinnernd. Die fünfte Vase wurde von einer nicht bekannten Person zugeschrieben, die sechste von Dyfri Williams:
1. Bauchamphora in der panathenäischen Form, Archäologisches Nationalmuseum, Athen, Inventarnummer 1989 (CC 1169), gefunden in Ägina, Motiv: A-Seite: Athene, B-Seite: Boxer[2]
2. Bauchamphora (fragmentiert), Archäologischen Nationalmuseum, Athen, Inventarnummer 1688 (CC 1170), gefunden in Ägina, Motiv: A-Seite: Athene, B-Seite: verloren[3]
3. Trinkschale, Museo Gregoriano Etrusco, Vatikanstadt, Inventarnummer 573 (16579), gefunden in Cerveteri, Motiv: A-Seite: Iliupersis – Aeneas trägt Anchises sowie weitere fliehende Trojaner zum Teil in orientalischer Kleidung, B-Seite: Herakles und Apollon streiten um den Dreifuß sowie Athena und Artemis, I: Symposionszene: Mann und Frau liegen beim Symposion gemeinsam auf einer Liege, sie spielt eine Flöte, er Kottabos und uriniert dabei in eine Oinochoe[4]
4. Skyphos, Antikensammlung, Berlin, Inventarnummer 2318, gefunden in Vulci, Motiv: A-Seite: Eos trägt Memnon davon, dazu Hermes und eine weitere Göttin, B-Seite: Herakles und Apollon streiten um den Dreifuß sowie weitere fliehende Trojaner zum Teil in orientalischer Kleidung, B-Seite: Herakles und Apollon streiten um den Dreifuß sowie Athena und Artemis[5]
5. Trinkschale, Privatsammlung (zuvor Basel, Münzen und Medaillen-AG, Auktion 1975), Motiv: A/B-Seiten undekoriert, Tondo: Satyr mit Trinkhörnern[6]
6. Oinochoe (fragmentiert), Metropolitan Museum of Art, New York City, Inventarnummer 1981.11.9, um 520/10 v. Chr., Motiv: Urteil des Paris[7]